# كريستيان مارين
كريستيان برنارد جورج مارين ولد في مدينة ليون الفرنسية يوم 8 فيفري سنة 1929 وتوفي يوم 5 سبتمبر 2012  ، وهو ممثل فرنسي .
ببنيته غير التقليدية، ووجهه الطويل، وأذنيه البارزتين، فد ساعدته ملامحه على اداء الأدوار في السينما الفرنسية وايضا المسرح.